# 新现河
新现河，位于中国云南省东南部，是元江左岸支流，发源于蒙自市期路白苗族乡簸米底，蜿蜒向南流经屏边苗族自治县新现镇，至县城玉屏镇西郊大份子村的小平田转西南流，进入河口瑶族自治县，于河口县莲花滩乡的新街汇入元江。全长49.9公里，流域面积352.8平方公里，落差1677米。新现河下游河流深切，坡陡流急，建有多级小水电。326国道沿干流河谷纵贯南北。